# واکانا کوراموچی
واکانا کوراموچی (انگلیسی: Wakana Kuramochi؛ زادهٔ 10 April) صداپیشه است. وی از سال ۲۰۲۰ میلادی تاکنون مشغول فعالیت بوده‌است.